# Матикайнен, Петри
Пе́три Ма́тикайнен (фин. Petri Matikainen; род. 7 января 1967, Савонлинна) — финский хоккеист (защитник) и тренер.

## Карьера
Дебютировал во взрослом хоккее в сезоне 1984/85 в клубе «СаПКо» из родного города, затем два сезона провёл в Хоккейной лиге Онтарио в клубе «Ошава Дженералс», в составе которого выиграл Кубок Джей Росса Робертсона 1987 года. В составе финской команды победитель молодёжного чемпионата мира 1987 года, участник молодёжного чемпионата мира 1986 года. На драфте НХЛ был выбран в 1985 году под 140-м номером клубом «Баффало Сейбрз», однако в НХЛ так и не сыграл. Выступал в финских клубах «Таппара», «Йокипоят» и «КалПа», затем за немецкий «Берлин Кэпиталс» и австрийский «Клагенфурт». В составе «Таппары» чемпион Финляндии 1988 года.
Тренерскую карьеру начал в молодёжной команде клуба «Пеликанс» (2003/04). В СМ-Лиге тренировал клубы «Пеликанз» (2004—2005), «Эспоо Блюз» (2007—2011; также ассистент в 2005—2007 гг.), ХИФК (2011—2012). Дважды приводил «Эспоо Блюз» к серебряным медалям первенства (2008, 2011), дважды получал трофей Калеви Нумминена — приз лучшему тренеру СМ-Лиги (2008, 2011). Был членом тренерского штаба сборной Финляндии на двух чемпионатах мира (ЧМ-2011, победном для финнов, и ЧМ-2012), в Евротуре и на трёх молодёжных чемпионатах мира.
19 июля 2012 года стало известно о его назначении главным тренером омского «Авангарда». Контракт рассчитан на три года.
17 сентября 2013 года ХК «Авангард» расторг контракт в связи с неуверенным стартом сезона.
С октября 2013 года по ? 2014 года — главный тренер австрийского клуба «Грац 99». С 23 сентября 2014 тренирует братиславский «Слован».
18 марта 2015 года Петри Матикайнен покинул пост главного тренера «Слована».

### Главный тренер
Последнее обновление: 20 сентября 2013 года
| Команда    | Турнир-сезон | Регулярный сезон | Регулярный сезон | Регулярный сезон | Регулярный сезон | Регулярный сезон | Регулярный сезон | Регулярный сезон | Регулярный сезон | Плей-офф | Плей-офф | Плей-офф              |
| Команда    | Турнир-сезон | И                | В                | ВО/ВБ            | Н                | ПО/ПБ            | П                | О                | Результат        | В        | П        | Результат             |
| ---------- | ------------ | ---------------- | ---------------- | ---------------- | ---------------- | ---------------- | ---------------- | ---------------- | ---------------- | -------- | -------- | --------------------- |
| Пеликанс   | СМ-Л 2004-05 | 56               | 7                | 3                | -                | 10               | 36               | 37               | 13 место         | -        | -        | Не попали в плей-офф  |
| Эспоо Блюз | СМ-Л 2007-08 | 56               | 33               | 5                | -                | 6                | 12               | 115              | 2 место          | 9        | 8        | Проиграли в финале    |
| Эспоо Блюз | СМ-Л 2008-09 | 58               | 28               | 4                | -                | 8                | 18               | 100              | 2 место          | 6        | 7        | Вылетели в 1/2 финала |
| Эспоо Блюз | СМ-Л 2009-10 | 58               | 19               | 9                | -                | 7                | 23               | 82               | 8 место          | 1        | 2        | Вылетели в 1/8 финала |
| Эспоо Блюз | СМ-Л 2010-11 | 60               | 21               | 8                | -                | 7                | 4                | 86               | 9 место          | 10       | 8        | Проиграли в финале    |
| ХИФК       | СМ-Л 2011-12 | 60               | 33               | 6                | -                | 0                | 21               | 111              | 3 место          | 0        | 4        | Вылетели в 1/4 финала |
| Авангард   | КХЛ 2012-13  | 52               | 26               | 9                | -                | 6                | 11               | 102              | 2-е на Востоке   | 5        | 7        | Вылетели в 1/4 финала |
| Авангард   | КХЛ 2013-14  | 6                | 2                | 1                | -                | 0                | 3                | 8                | уволен           | —        | —        | —                     |